# Aru (Leisi)
Aru – wieś w Estonii, w prowincji Sarema, w gminie Leisi.